# Classe Voyager
A Classe Voyager - Voyager Class - se refere a uma classe Panamax de navios cruzeiros construídos e operados pela Royal Caribbean International. Somente os navios da Classe Freedom e Classe Oasis da RCI, os navios da Classe Dream e Classe Triton da Disney Cruise Line e o Queen Mary 2 da Cunard Line superam esse navio em tamanho. A classe de navios Voyager foi construída por Kvaerner Masa Yard's (agora Aker Finnyards) localizada em Turku, Finlândia. Os motores são elétricos a diesel.

## Navios na classe
| Nome                  | Entrada em serviço     | Tonelagem AB/GT        | Bandeira       | Imagem |
| --------------------- | ---------------------- | ---------------------- | -------------- | ------ |
| Voyager of the Seas   | 21 de novembro de 1999 | 137,276 t (303 000 lb) | Austrália      |        |
| Explorer of the Seas  | 28 de outubro de 2000  | 137,308 t (303 000 lb) | Estados Unidos |        |
| Adventure of the Seas | 18 de novembro de 2001 | 137,276 t (303 000 lb) | Porto Rico     |        |
| Navigator of the Seas | 14 de dezembro de 2002 | 139,570 t (308 000 lb) | Estados Unidos |        |
| Mariner of the Seas   | 16 de novembro de 2003 | 138,279 t (305 000 lb) | China          |        |

## Características
Todos os navios da classe Voyager possuem:
- Palcos para show;
- Vários bares;
- Clubes noturnos;
- Multiplos restaurantes;
- Várias pscinas;
- Spa
- Casino